# Mount Cupola
Mount Cupola är ett berg i Antarktis. Det ligger i Västantarktis. Argentina, Chile och Storbritannien gör anspråk på området. Toppen på Mount Cupola är 2 500 meter över havet, eller 485 meter över den omgivande terrängen. Bredden vid basen är 10,7 km.
Terrängen runt Mount Cupola är bergig åt sydost, men åt nordväst är den kuperad. Trakten är obefolkad. Det finns inga samhällen i närheten.